# Distrito electoral de Benton (condado de Nemaha, Nebraska)
Benton (en inglés: Benton Precinct) es un distrito electoral ubicado en el condado de Nemaha en el estado estadounidense de Nebraska. En el Censo de 2010 tenía una población de 211 habitantes y una densidad poblacional de 1,51 personas por km².

## Geografía
Benton se encuentra ubicado en las coordenadas 40°18′55″N 95°58′36″O / 40.31528, -95.97667. Según la Oficina del Censo de los Estados Unidos, Benton tiene una superficie total de 139.89 km², de la cual 139.87 km² corresponden a tierra firme y (0.01%) 0.02 km² es agua.

## Demografía
Según el censo de 2010, había 211 personas residiendo en Benton. La densidad de población era de 1,51 hab./km². De los 211 habitantes, Benton estaba compuesto por el 99.05% blancos, el 0.47% eran afroamericanos y el 0.47% pertenecían a dos o más razas.